# 차분한 공간
일반위상수학에서 차분한 공간(-空間, 영어: sober space)은 모든 점들이 열린집합의 격자로부터 결정되는 위상 공간이다.

## 정의
위상 공간 {\displaystyle X}에 대하여, 다음 두 조건이 서로 동치이며, 이를 만족시키는 공간을 차분한 공간이라고 한다.
- 모든 기약 닫힌집합이 정확히 하나의 일반점을 갖는다.
- 점들은 그 열린집합들의 격자로부터 재구성할 수 있다. 즉, {\displaystyle X}의 열린집합들의 완비 헤이팅 대수 {\displaystyle \operatorname {Open} (X)}가 주어졌다고 하자. 그렇다면 다음 두 집합 사이에 일대일 대응이 존재한다.
  - {\displaystyle X}
  - 틀 사상 {\displaystyle \operatorname {Open} (X)\to 2}들의 집합. 여기서 {\displaystyle 2=\{0,1\}} ({\displaystyle 0<1})는 한원소 공간 {\displaystyle \{\bullet \}}의 열린집합들의 완비 헤이팅 대수이다.
- (호프만-미슬러브 정리, 영어: Hofmann–Mislove theorem) 다음 두 부분 순서 집합 사이에 순서 동형이 존재한다.[1]:146[2]:301
  - {\displaystyle \operatorname {Open} (X)}의 스콧 열린 필터들의 부분 순서 집합
  - {\displaystyle X}의 콤팩트 포화 집합의 부분 순서 집합의 반대 순서 집합.

호프만-미슬러브 정리의 증명:
위상 공간 {\displaystyle X}의 모든 기약 닫힌집합이 정확히 하나의 일반점을 갖는다고 하자. 호프만-미슬러브 조건을 보이려면, 다음 네 명제를 보이면 족하다.
- 임의의 스콧 열린 필터 {\displaystyle {\mathcal {F}}\subseteq \operatorname {Open} (X)}에 대하여, {\displaystyle \textstyle \bigcap {\mathcal {F}}}는 {\displaystyle X}의 콤팩트 포화 집합이다.
- 임의의 콤팩트 포화 집합 {\displaystyle K\subseteq X}에 대하여, 그 열린 근방 필터 {\displaystyle {\mathcal {U}}(K)}는 {\displaystyle \operatorname {Open} (X)}의 스콧 열린 필터이다.
- 임의의 스콧 열린 필터 {\displaystyle {\mathcal {F}}\subseteq \operatorname {Open} (X)}에 대하여, {\displaystyle \textstyle {\mathcal {U}}\left(\bigcap {\mathcal {F}}\right)={\mathcal {F}}}
- 임의의 콤팩트 포화 집합 {\displaystyle K\subseteq X}에 대하여, {\displaystyle \textstyle \bigcap {\mathcal {U}}(K)=K}

세 번째 명제의 증명. 자명하게 {\displaystyle \textstyle {\mathcal {F}}\subseteq {\mathcal {U}}\left(\bigcap {\mathcal {F}}\right)}이다. 이제, {\displaystyle U}가 열린집합이며, {\displaystyle \textstyle \bigcap {\mathcal {F}}\subseteq U}라고 하자. 귀류법을 사용하여, {\displaystyle U\not \in {\mathcal {F}}}라고 하자. {\displaystyle {\mathcal {F}}}가 스콧 열린집합이므로, 이러한 {\displaystyle U}들의 임의의 사슬이 상계를 가짐을 보일 수 있다. 초른 보조정리에 따라, {\displaystyle U}가 {\displaystyle \textstyle \bigcap {\mathcal {F}}\subseteq U}이지만 {\displaystyle U\not \in {\mathcal {F}}}인 극대 열린집합이라고 가정하자. 그렇다면, 극대성에 따라 {\displaystyle X\setminus U}는 {\displaystyle X}의 기약 닫힌집합이다. {\displaystyle X\setminus U=\operatorname {cl} \{x\}}인 유일한 {\displaystyle x\in X}를 취하자. 그렇다면, 임의의 {\displaystyle V\in {\mathcal {F}}}에 대하여, {\displaystyle V\not \subseteq U}이므로, {\displaystyle x\in V}이다. 따라서, {\displaystyle \textstyle x\in \bigcap {\mathcal {F}}\subseteq U}이며, 이는 모순이다.
첫 번째 명제의 증명. {\displaystyle \textstyle \bigcap {\mathcal {F}}}는 자명하게 포화 집합이다. 이제, {\displaystyle \{U_{i}\}_{i\in I}}가 {\displaystyle \textstyle \bigcap {\mathcal {F}}}의 임의의 열린 덮개라고 하자. 즉, {\displaystyle \textstyle \bigcap {\mathcal {F}}\subseteq \bigcup _{i\in I}U_{i}}이다. 세 번째 명제에 따라, {\displaystyle \textstyle \bigcup _{i\in I}U_{i}\in {\mathcal {F}}}이다. {\displaystyle {\mathcal {F}}}가 {\displaystyle \operatorname {Open} (X)}의 스콧 열린집합이며, 유한 개의 덮개 원소의 합집합들의 집합이 {\displaystyle \operatorname {Open} (X)}의 상향 집합이므로, {\displaystyle \textstyle U_{i_{1}}\cup U_{i_{2}}\cup \dotsb \cup U_{i_{n}}\in {\mathcal {F}}}인 유한 개의 덮개 원소 {\displaystyle i_{1},i_{2},\dots ,i_{n}\in I}가 존재한다. 따라서, {\displaystyle \textstyle \bigcap F\subseteq U_{i_{1}}\cup U_{i_{2}}\cup \dotsb \cup U_{i_{n}}}이다. 즉, {\displaystyle \{U_{i_{1}},U_{i_{2}},\dots ,U_{i_{n}}\}}은 {\displaystyle \{U_{i}\}_{i\in I}}의 유한 부분 덮개이다.
두 번째 명제의 증명. {\displaystyle {\mathcal {U}}(K)}는 자명하게 {\displaystyle \operatorname {Open} (X)}의 필터를 이룬다. 이제, {\displaystyle {\mathcal {D}}}가 {\displaystyle \operatorname {Open} (X)}의 상향 집합이며, {\displaystyle \textstyle \bigcup {\mathcal {D}}}가 {\displaystyle K}의 열린 근방이라고 하자. {\displaystyle {\mathcal {D}}\cap {\mathcal {U}}(K)\neq \varnothing }을 보이면 족하다. {\displaystyle {\mathcal {D}}}는 {\displaystyle K}의 열린 덮개이므로, 유한 부분 덮개 {\displaystyle {\mathcal {D}}'\subseteq {\mathcal {D}}}가 존재한다. {\displaystyle {\mathcal {D}}}가 상향 집합이므로, {\displaystyle {\mathcal {D}}'}의 상계 {\displaystyle U\in {\mathcal {D}}}가 존재한다. 이 경우 {\displaystyle \textstyle K\subseteq \bigcup {\mathcal {D}}'\subseteq U}이며, 따라서 {\displaystyle U\in {\mathcal {D}}\cap {\mathcal {U}}(K)}이다.
네 번째 명제의 증명. 자명하게 {\displaystyle \textstyle K\subseteq \bigcap {\mathcal {U}}(K)}이다. {\displaystyle \textstyle K=\bigcap S}인, 열린집합들의 집합 {\displaystyle {\mathcal {S}}}를 취하자. 그렇다면, {\displaystyle {\mathcal {S}}\subseteq {\mathcal {U}}(K)}이므로, {\displaystyle \textstyle \bigcap {\mathcal {U}}(K)\subseteq \bigcap {\mathcal {S}}=K}이다.

## 성질
다음과 같은 포함 관계가 성립한다.
콜모고로프 공간(T0)  ⊋ 차분한 공간 ∪ T1 공간 ⊋ 차분한 공간 ∩ T1 공간 ⊋ 하우스도르프 공간(T2)
그러나 T1 공간이 아닌 차분한 공간이 존재하며, 반대로 차분하지 않는 T1 공간도 존재한다.
가환환의 스펙트럼은 항상 차분한 공간이다. 또한, 모든 스킴은 차분한 공간이다. (그러나 이는 대개 하우스도르프 공간이 아니다.)
차분한 공간과 연속 함수의 범주 {\displaystyle \operatorname {Sober} }는 모든 위상 공간의 범주 {\displaystyle \operatorname {Top} }의 반사 부분 범주이다. 즉, 포함 함자
{\displaystyle I\colon \operatorname {Sober} \to \operatorname {Top} }
는 왼쪽 수반 함자를 갖는다.
{\displaystyle S\colon \operatorname {Top} \to \operatorname {Sober} }
{\displaystyle S\dashv I}
위상 공간 {\displaystyle X}에 대하여, {\displaystyle S(X)}를 {\displaystyle X}의 차분화(영어: soberification)라고 한다.

### 장소와의 관계
차분한 공간의 범주는 장소의 범주 {\displaystyle \operatorname {Loc} }의 어떤 쌍대 반사 부분 범주와 동치이다. (구체적으로, 이는 점을 충분히 가지는 장소들의 범주 {\displaystyle \operatorname {ptLoc} }이다.) 이에 따라, 수반 함자의 쌍
{\displaystyle \operatorname {Top} {\to  \atop \hookleftarrow }\operatorname {Sober} \simeq \operatorname {ptLoc} {\hookrightarrow  \atop \leftarrow }\operatorname {Loc} }
이 존재하며, 이를 합성하면 수반 함자 {\displaystyle \operatorname {Top} \rightleftarrows \operatorname {Loc} }를 얻는다. 즉, 차분한 공간은 장소로서 그 구조가 충실하게 나타내어지는 위상 공간이다.

## 예

### T1공간이 아닌 차분한 공간
극대 아이디얼이 아닌 소 아이디얼을 갖는 가환환 {\displaystyle R}의 스펙트럼 {\displaystyle \operatorname {Spec} R}는 차분한 공간이지만, 소 아이디얼이 닫힌 점이 아니므로 T1 공간이 아니다. 이러한 가장 간단한 경우는 시에르핀스키 공간이다.

### 차분하지 않은 T1공간
다음과 같은 단사 함수를 생각하자.
{\displaystyle \mathbb {R} ^{2}\to \mathbb {A} _{\mathbb {R} }^{2}=\operatorname {Spec} \mathbb {R} [x,y]}
{\displaystyle (a,b)\mapsto \left((x-a)(x-b)\right)\subset \mathbb {R} [x,y]}
그렇다면, 이 단사 함수의 상에, 아핀 스킴 {\displaystyle \mathbb {A} _{\mathbb {R} }^{2}}의 (자리스키 위상의) 부분 공간 위상을 주자. 그렇다면 이는 T1 공간이지만, 차분한 공간이 아니다. 이 공간의 차분화는 {\displaystyle \mathbb {A} _{\mathbb {R} }^{2}} 전체이다.
다른 예로, 임의의 무한 집합 위에 쌍대 유한 위상(닫힌집합이 유한 집합인 위상)을 주자. 이는 T1이지만 차분한 공간이 아니다. (공간 전체는 닫힌집합이자 기약 공간이지만, 이는 일반점을 갖지 않는다.)

### 하우스도르프 공간이 아닌 차분한 T1공간
실수선 {\displaystyle \mathbb {R} }에 새로운 점 {\displaystyle \bullet }을 추가하고, 여기에 다음과 같은 위상을 주자.
- {\displaystyle \mathbb {R} }의 위상에서 열린집합 {\displaystyle U}는 {\displaystyle \mathbb {R} \sqcup \{\bullet \}}에서도 열린집합이다.
- {\displaystyle S\subset \mathbb {R} }가 유한 집합이라면, {\displaystyle (\mathbb {R} \setminus S)\sqcup \{\bullet \}}은 열린집합이다.

그렇다면 {\displaystyle \mathbb {R} \sqcup \{\bullet \}}은 T1 공간이며 차분한 공간이지만 하우스도르프 공간이 아니다.